# Gobierno del Protectorado de Toda Palestina
El Gobierno del Protectorado de Toda Palestina, también, Gobierno de Toda Palestina (en árabe: حكومة عموم فلسطين, transliterado como; Ḥukūmat ‘Umūm Filasṭīn) fue establecido por la Liga Árabe el 22 de septiembre de 1948 durante la guerra árabe-israelí de 1948 para gobernar el enclave controlado por Egipto en Gaza. Pronto fue reconocido por todos los miembros de la Liga Árabe, excepto Transjordania. Aunque se declaró que la jurisdicción del Gobierno cubría la totalidad del antiguo Mandato de Palestina, su jurisdicción efectiva se limitó a la Franja de Gaza. El primer ministro de la administración con sede en Gaza fue Ahmed Hilmi Pasha, y el presidente fue Hajj Amin al-Husayni, expresidente del Alto Comité Árabe.

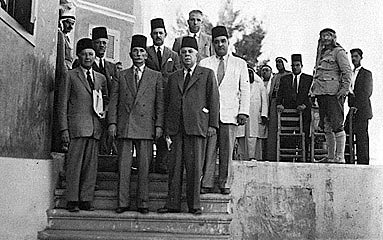
El Gobierno de Toda Palestina, c. 1950.

Poco después, la Conferencia de Jericó nombró al Rey Abdullah I de Transjordania "Rey de Palestina Árabe". El Congreso pidió la unión de Palestina Árabe y Transjordania y Abdullah anunciaron su intención de anexar Cisjordania. Los otros Estados miembros de la Liga Árabe se opusieron al plan de Abdullah. La importancia del gobierno de toda Palestina disminuyó gradualmente, especialmente después de la reubicación de su sede de gobierno de Gaza a El Cairo después de la invasión israelí en diciembre de 1948. Aunque la Franja de Gaza permaneció bajo control egipcio durante la guerra, el gobierno de Palestina permaneció en el exilio en El Cairo, manejando los asuntos de Gaza desde afuera. Paralelamente a la Revolución Egipcia de 1952, la autoridad del gobierno se degradó aún más, siendo puesta por la Liga Árabe bajo los auspicios oficiales de Egipto. En 1953, el Gobierno de Palestina se disolvió nominalmente, excepto el cargo de primer ministro Hilmi, que siguió asistiendo a las reuniones de la Liga Árabe en nombre del Protectorado de Toda Palestina. En 1959, el área nominal de toda Palestina se fusionó de jure en la República Árabe Unida, quedando bajo la administración militar egipcia formal, que nombró administradores militares egipcios en Gaza 
Algunos consideran que el Gobierno de Palestina es el primer intento de establecer un estado palestino independiente. Estaba bajo protección oficial egipcia, pero no tenía un papel ejecutivo. El gobierno tuvo implicaciones mayoritariamente políticas y simbólicas. Muchos cuestionaron las credenciales del gobierno de toda Palestina como un gobierno soberano de buena fe, principalmente debido a la dependencia efectiva del gobierno no solo del apoyo militar egipcio sino también del poder político y económico egipcio. Sin embargo, Egipto renunció formal e informalmente a todos y cada uno de los reclamos territoriales al territorio palestino (en contraste con el gobierno de Transjordania, que declaró su anexión de Cisjordania).

## Antecedentes

### Mandato Británico
Al final de la Primera Guerra Mundial, Gran Bretaña ocupó el territorio otomano de Palestina. Los límites de la tierra ocupada no estaban bien definidos. Gran Bretaña y Francia, las principales potencias aliadas con un interés a largo plazo en el área, hicieron varios acuerdos que establecieron esferas de interés entre ellos en el área. Gran Bretaña trató de legitimar la ocupación obteniendo el Mandato británico de Palestina de la Liga de las Naciones. En el territorio obligatorio, Gran Bretaña estableció dos administraciones separadas, Palestina y Transjordania, con el objetivo declarado de que con el tiempo se volverían completamente independientes.
Hubo oposición de la población árabe de Palestina a los objetivos establecidos en el mandato, y los disturbios civiles persistieron durante todo el mandato. Se hicieron varios intentos para conciliar la comunidad árabe con la creciente población judía sin éxito. Se propusieron varios planes de partición. Las Naciones Unidas propusieron el Plan de Partición de 1947 que proponía que el área de Gaza se convirtiera en parte de un nuevo Estado Árabe Palestino. Los estados árabes rechazaron el plan de las Naciones Unidas, que anunció el comienzo de la Guerra Civil de 1947-1948 en el Mandato británico de Palestina
Ernest Bevin, el Secretario de Asuntos Exteriores británico, dijo que después de veinticinco años los británicos no habían podido establecer las instituciones de autogobierno en Palestina que se requerían en virtud del mandato. Transjordania había sido reconocido como un gobierno independiente durante la mayor parte del período obligatorio, pero el Reino Unido lo reconoció oficialmente como un estado independiente en el Tratado de Londres (1946). Algunos países continuaron disputando su estatus independiente.

### Fin del mandato
Con el anuncio de Gran Bretaña de que se retiraría unilateralmente del Mandato el 15 de mayo de 1948, los jugadores de la región comenzaron las maniobras para asegurar sus posiciones y objetivos en el vacío de poder provocado por los británicos que partían.
El objetivo de los países árabes circundantes en la toma de posesión de todo el Mandato Británico se estableció el 12 de abril de 1948, cuando la Liga Árabe anunció:

Los ejércitos árabes entrarán en Palestina para rescatarlo. A Su Majestad (el Rey Faruk, que representa a la Liga) le gustaría hacer entender claramente que tales medidas deben considerarse temporales y desprovistas de cualquier carácter de la ocupación o partición de Palestina, y que después de la finalización de su liberación, ese país ser entregado a sus dueños para gobernar en la forma que deseen.

el nuevo estado sionista de Israel declaró su independencia el 14 de mayo de 1948, el día antes de la expiración del mandato (porque el 15 de mayo era el Sábado Judío). El 15 de mayo de 1948, el ejército egipcio invadió el territorio del antiguo Mandato británico desde el sur, comenzando la guerra árabe-israelí de 1948

## Formación del Gobierno de Toda Palestina
Una orden ministerial egipcia de fecha 1 de junio de 1948 declaró que todas las leyes vigentes durante el mandato seguirían vigentes en la Franja de Gaza. El 8 de julio de 1948, la Liga Árabe decidió establecer una administración civil temporal en Palestina, para ser directamente responsable ante la Liga Árabe. Este plan fue fuertemente rechazado por el Rey Abdullah I de Transjordania y recibió solo un apoyo poco entusiasta del Alto Comité Árabe, que había sido establecido en 1945 por la Liga Árabe. La nueva administración nunca se estableció adecuadamente. Otra orden emitida el 8 de agosto de 1948 otorgó a un administrador general egipcio los poderes del Alto Comisionado.
El gobierno egipcio, sospechoso de las intenciones del rey Abdullah y del creciente poder en Palestina, presentó una propuesta a la reunión de la Liga Árabe que se inauguró en Alejandría el 6 de septiembre de 1948. El plan convertiría la administración civil temporal, que se había acordado en julio, en Un gobierno árabe con sede en Gaza para toda Palestina. El anuncio formal de la decisión de la Liga Árabe de formar el Gobierno de Toda Palestina se emitió el 20 de septiembre.
El gobierno de toda Palestina estaba bajo el liderazgo nominal de Amin al-Husayni, el Gran muftí de Jerusalén. Ahmed Hilmi Abd al-Baqi fue nombrado primer ministro. El gabinete de Hilmi estaba formado principalmente por familiares y seguidores de Amin al-Husayni, pero también incluía representantes de otras facciones de la clase dominante palestina. Jamal al-Husayni fue nombrado ministro de Asuntos Exteriores, Raja al-Husayni fue designado ministro de Defensa, Michael Abcarius fue ministro de finanzas, Awni Abd al-Hadi fue ministro de asuntos sociales y Anwar Nusseibeh fue secretario del gabinete. Husayn al-Khalidi también fue miembro. Doce ministros en total, de diferentes países árabes, se dirigieron a Gaza para asumir sus nuevos cargos. La decisión de establecer el Gobierno de Palestina hizo que el Comité Superior Árabe fuera irrelevante, pero Amin al-Husayni continuó ejerciendo una influencia en los asuntos palestinos.
El Consejo Nacional de Toda Palestina se reunió en Gaza el 30 de septiembre de 1948 bajo la presidencia de Amin al-Husayni. El consejo aprobó una serie de resoluciones que culminaron el 1 de octubre de 1948 con una declaración de independencia sobre toda Palestina, con Jerusalén como su capital. Aunque el nuevo gobierno reclamó jurisdicción sobre toda Palestina, no tenía administración, no servicio civil, sin dinero y sin ejército real propio. Adoptó formalmente la Bandera de la Revuelta Árabe que habían usado los nacionalistas árabes desde 1917 y revivió al Ejército de la Guerra Santa con el objetivo declarado de liberar Palestina.
Abdullah consideró el intento de revivir el Ejército de Guerra Santa de al-Husayni como un desafío a su autoridad y el 3 de octubre su ministro de defensa ordenó la disolución de todos los cuerpos armados que operan en las áreas controladas por la Legión Árabe. Glubb Pasha llevó a cabo la orden despiadadamente y eficientemente. El efecto suma fue que:

"El liderazgo de al-Hajj Amin al-Husayni y el Alto Comité Árabe, que había dominado la escena política palestina desde la década de 1920, fue devastado por el desastre de 1948 y desacreditado por su fracaso para evitarlo".

Después de que Israel comenzó una contraofensiva en el frente sur el 15 de octubre de 1948, seis de los entonces siete miembros de la Liga Árabe reconocieron rápidamente al Gobierno de Palestina: Egipto, Siria, Líbano, Irak, Arabia Saudita y Yemen, pero no por Transjordania. No fue reconocido por ningún otro país.

## Actividades del Gobierno de Toda Palestina

### Después de la declaración
A pesar de sus elevadas declaraciones y objetivos, el gobierno de toda Palestina demostró ser generalmente ineficaz. Los árabes palestinos, y el mundo árabe en general, se sorprendieron por la velocidad y el alcance de las victorias israelíes, y la pobre actuación de los ejércitos árabes. Esto, combinado con los diseños expansionistas del rey Abdullah, llevó al liderazgo árabe palestino al caos.
Avi Shlaim escribe:

"La decisión de formar el Gobierno de Toda Palestina en Gaza, y el débil intento de crear fuerzas armadas bajo su control, proporcionaron a los miembros de la Liga Árabe los medios para desprenderse de la responsabilidad directa del enjuiciamiento de la guerra y de retirando sus ejércitos de Palestina con cierta protección contra la protesta popular. Cualquiera que sea el futuro a largo plazo del gobierno árabe de Palestina, su propósito inmediato, tal como lo concibieron sus patrocinadores egipcios, era proporcionar un punto focal de oposición a Abdullah y servir como un instrumento para frustrar su ambición de federar las regiones árabes con Transjordania"

### Primeros años
La guerra árabe-israelí de 1948 llegó a su fin con el Acuerdo de Armisticio Israel-Egipto del 24 de febrero de 1949, que fijó los límites de la Franja de Gaza. El Gobierno de Palestina no fue parte en el Acuerdo ni participó en su negociación. La Franja de Gaza era la única área del antiguo territorio del Mandato Británico que estaba bajo el control nominal del Gobierno de Palestina. El resto del territorio del Mandato Británico se convirtió en parte de Israel o Cisjordania, anexado por Transjordania (una medida que no fue reconocida internacionalmente). En realidad, la Franja de Gaza estaba bajo la administración egipcia, aunque Egipto nunca hizo ningún reclamo ni anexó ningún territorio palestino. Egipto no ofreció a los palestinos la ciudadanía.
Hubo una enorme afluencia en la Franja de Gaza de refugiados palestinos de esas partes del antiguo Mandato Palestino que se convirtió en parte de Israel. Desde finales de 1949, los refugiados recibieron ayuda directamente del UNRWA y no del Gobierno de Palestina ni a través de este. No hay evidencia de ninguna participación del Gobierno de Palestina en las negociaciones para el establecimiento de campamentos de refugiados administrados por el UNRWA en la Franja de Gaza o en cualquier otro lugar.

### Bajo las políticas de Nasser
Después de la Revolución egipcia de 1952 y el ascenso al poder de Gamal Abdel Nasser, aumentó el apoyo egipcio al panarabismo y la causa palestina. Sin embargo, la nueva regla actuó cada vez más para degradar el autogobierno palestino. En 1952, la Liga Árabe puso a toda Palestina bajo los auspicios oficiales de Egipto. En 1953, el Gobierno de toda Palestina se disolvió nominalmente, excepto el cargo de primer ministro Hilmi, que siguió asistiendo a las reuniones de la Liga Árabe en nombre de toda Palestina.
Durante la guerra del Sinaí de 1956, Israel invadió la Franja de Gaza y la península egipcia del Sinaí. Israel finalmente se retiró de los territorios que había invadido, y el Gobierno de Palestina continuó teniendo soberanía oficial en Gaza.
En 1957, la Ley Básica de Gaza estableció un Consejo Legislativo que podría aprobar leyes que fueron entregadas al alto administrador general para su aprobación.

## Disolución
La situación cambió nuevamente después de la unificación de 1958 de Egipto y Siria en la República Árabe Unida. En 1959, Gamal Abdel Nasser anuló oficialmente al Gobierno de Palestina por decreto, razonando que el Gobierno de Palestina no había logrado avanzar en la causa palestina. En ese momento, Amin al-Husayni se mudó de Egipto al Líbano y la Franja de Gaza pasó a ser administrada directamente por Egipto. En marzo de 1962 se emitió una Constitución para la Franja de Gaza que confirmaba el papel del Consejo Legislativo. La administración egipcia llegó a su fin en junio de 1967 cuando Israel capturó la Franja de Gaza en la guerra de los Seis Días.

## Lectura adicional
- Shlaim, Avi (1990). "The rise and fall of the All-Palestine Government in Gaza." Journal of Palestine Studies. 20: 37–53.[2]
- Shlaim, Avi (2001). "Israel and the Arab Coalition." In Eugene Rogan and Avi Shlaim (eds.). The War for Palestine (pp. 79–103). Cambridge: Cambridge University Press. ISBN 0-521-79476-5

- Datos: Q2051582
- Multimedia: All Palestine Government / Q2051582